# هنگوییه (سیرجان)
هنگوییه روستایی در دهستان پاریز بخش پاریز شهرستان سیرجان استان کرمان ایران است.

## جمعیت
بر پایه سرشماری عمومی نفوس و مسکن در سال ۱۳۹۵ جمعیت این مکان ۵۰ نفر (۱۹خانوار) بوده‌است.